# Partia Niepodległości Alaski
Alaskan Independence Party (Partia Niepodległości Alaski) – prawicowa partia polityczna działająca na terenie amerykańskiego stanu Alaska. Pierwotnie opowiadała się ona za odłączeniem od USA i stworzeniem niezależnego państwa na Alasce. Jednak z biegiem czasu, oficjalna jej pozycja w tej kwestii przeistoczyła się w agitację na rzecz przeprowadzenia referendum ogólnostanowego, podobnie jak to miało miejsce w Portoryko, gdzie taki obrót sprawy byłby jedną z opcji pod głosowaniem. Partia proponuje cztery możliwości jakie mogą wyniknąć z referendum:
1. Pozostanie terytorium zorganizowanym
2. Oddzielenie się od USA i pozostanie niezależnym państwem
3. Akceptowanie statusu wspólnoty (US Commonwealth)
4. Pozostanie dalej stanem USA

Program partii można zaliczyć do nurtu konserwatywno-libertariańskiego, mieszczą się w nim m.in. takie postulaty jak zniesienie zastrzeżeń regulujących indywidualne posiadanie broni palnej, powrót kary śmierci (zniesionej na Alasce w latach 50.), poparcie dla edukacji domowej i modelu tradycyjnej rodziny bez ingerencji rządu, zniesienie podatku od nieruchomości, prywatyzacja czy rozwój wolnego rynku. Jest poglądowo w zgodzie z innymi prawicowymi partiami działającymi na terenie Alaski, w tym Partią Konstytucyjną i Partią Libertariańską.
W 1990 roku Walter Joseph Hickel (były działacz Partii Republikańskiej) został wybrany gubernatorem (pełnił już ten urząd z ramienia republikanów w latach 60.) z ramienia AIP. Urząd ten sprawował do 1994 roku.

## Wyniki wyborów na gubernatora
| 1974 | Joe Vogler      | Wayne Peppler     | 4,770  | 4.96%  | 3 | [ 4 ]  |
| 1978 | Don Wright      | Joe Vogler        | 2,463  | 1.94%  | 5 | [ 5 ]  |
| 1982 | Joe Vogler      | Roger Dee Roberts | 3,235  | 1.66%  | 4 | [ 6 ]  |
| 1986 | Joe Vogler      | Al Rowe           | 10,013 | 5.58%  | 3 | [ 7 ]  |
| 1990 | Wally Hickel    | Jack Coghill      | 75,721 | 38.88% | 1 | [ 8 ]  |
| 1994 | Jack Coghill    | Margaret Ward     | 45,838 | 19.81% | 3 | [ 9 ]  |
| 1998 | Sylvia Sullivan | Nikt              | 4,238  | 1.93%  | 6 | [ 10 ] |
| 2002 | Don Wright      | Daniel DeNardo    | 2,185  | 0.94%  | 4 | [ 11 ] |
| 2006 | Don Wright      | Doug Welton       | 1,285  | 0.54%  | 4 | [ 12 ] |
| 2010 | Don Wright      | Nikt              | 4,775  | 1.86%  | 3 | [ 13 ] |